# Ricardo Díez-Hochleitner
Ricardo Díez-Hochleitner Rodríguez (Bogotá, Colombia, 30 de junio de 1953) es un antiguo diplomático español. Fue embajador de España en la República Dominicana (1993-1995) en la OCDE (2011-2015); y en Marruecos (2015-2024).

## Biografía
Licenciado en Derecho por la Universidad Autónoma de Madrid, es hijo del profesor, diplomático y presidente de honor del Club de Roma, Ricardo Díez Hochleitner.

## Trayectoria
Ingresó en 1979 en la carrera diplomática y fue director del gabinete del ministro de Asuntos Exteriores, secretario en la embajada de España en Alemania, subdirector general adjunto de Coordinación Comunitaria para Asuntos Aduaneros Comerciales y adjunto y director general de Coordinación Técnica Comunitaria. En 1993 fue nombrado embajador de España en la República Dominicana y, posteriormente, director del Departamento Internacional del Gabinete de la Presidencia del Gobierno y embajador de España en Austria, Eslovenia y Bosnia-Herzegovina. En 2000 pasó a ocupar el puesto de director general de Política Exterior para Europa.

### Casa de Su Majestad
Desde 2002 y hasta 2011 fue secretario general de la Casa de Su Majestad el Rey de España, bajo la presidencia del también diplomático Alberto Aza. En 2011 fue nombrador embajador de España ante la Organización para la Cooperación y el Desarrollo Económico (OCDE) y entre 2015 y 2024, embajador de España en el Reino de Marruecos, después de haber sonado su nombre para la embajada de Portugal.